# Oda Christensen
Oda Marie Christensen (født 17. august 1901 i Hvalsø, ukendt dødsdato) var en dansk politiker. Hun var medlem af Folketinget for Det Konservative Folkeparti fra 1945 til 1947 og medlem af Københavns Borgerrepræsentation i en årrække fra 1943. Oda Christensen blev rådmand for magistratens 3. afdeling i 1966.
Oda Christensen var datter af stationsmester J.P. Petersen. Hun tog præliminæreksamen i 1918 eller 1919 og arbejdede i Forsikrings-Aktieselskabet Absalon fra 1920 til 1924. Hun var gift med arkitekt Carl Albert Christensen (født 1898).
Christensen blev medlem af repræsentantskabet for Det Konservative Folkeparti i 1939 og havde en lang række tillidsposter. Hun blev indvalgt i Københavns Borgerrepræsentation i 1943 og blev rådmand i magistratens 3. afdeling i Københavns Kommune i 1966.
Ved folketingsvalget 1945 var hun opstillet i Ravnsborgkredsen i Østre Storkreds. Hun fik 3.670 stemmer (heraf 2.754 personlige) og blev valgt til Folketinget som nummer 3 ud af 3 valgte konservative folketingsmedlemmer i storkredsen. Ved valget i 1947 fik hun 6.361 stemmer (heraf 5.526 personlige). På trods af det øgede stemmetal mistede hun sin plads i Folketinget, idet der kun blev valgt 2 konservative folketingsmedlemmer i Østre Storkreds ved det valg. Hun blev landstingsvalgt første stedfortræder for Lisbet Hindsgaul i Landstinget efter landstingsvalget 1947.
Ved folketingsvalget 1950 gik hendes stemmetal tilbage til 3.430 (heraf 2.139 personlige), og hun opnåede ikke valg. Ved valget i april 1953 fik hun 3.587 stemmer (heraf 2.226 personlige) og i september 1953 2.679 stemmer (heraf 1.215 personlige). Ved folketingsvalget 1957 fik hun 2.372 stemmer (heraf 1.024 personlige),, ved valget i 1960 2.070 stemmer (heraf 1.007 personlige), ved valget i 1964 2.082 stemmer (heraf 824 personlige), Oda Christensen blev ikke valgt ved nogen af disse valg. Hun stillede ikke op ved folketingsvalget 1966 hvor i stedet skoleinspektør Gudrun Haages opstillede for de konservative i Ravnsborgkredsen.